# Daniel Millaud
 (juin 2016).
Si vous disposez d'ouvrages ou d'articles de référence ou si vous connaissez des sites web de qualité traitant du thème abordé ici, merci de compléter l'article en donnant les références utiles à sa vérifiabilité et en les liant à la section « Notes et références ».
Pour les articles homonymes, voir Millaud.
Daniel Millaud, né le 26 août 1928 à Papeete (Polynésie française) et mort le 21 juin 2016 à Punaauia (Polynésie française), est un homme politique français, sénateur de Polynésie française de 1977 à 1998.

## Biographie
Issu d'une famille d'exploitants agricoles et d'hommes politiques, installée à Tahiti depuis 1878, Daniel Millaud est le fils de Jules Millaud, éleveur à Atimaono, conseiller municipal de Papeete (1920-1958) et président de l'Union nationale des Combattants. Après des études primaires à Papeete, il poursuit ses études secondaires à l'école Saint-Elme à Arcachon où il passe son baccalauréat en 1946. Il obtient son diplôme de chirurgien-dentiste en 1951 et revient à Tahiti pour y exercer sa profession.
Son oncle Jean Millaud, qui est président de l'assemblée représentative en 1952-1953, le pousse à s'engager en politique. Il intègre son parti, E'a Api. Il devient conseiller municipal de Papeete de 1966 à 1982 et membre de l'Assemblée territoriale de 1967 à 1978, président du groupe E'a Api. Suppléant de Pouvanaa au siège de sénateur de la Polynésie, il remplace ce dernier après son décès en 1977. Il est réélu en 1980 et 1989. E'a Api est refondé en E'a nô Maohinui en 1985, qui périclite après seulement trois ans d'existence.
Ses deux frères ont occupé eux aussi des postes importants dans l'administration de la Polynésie française. Robert Millaud, ingénieur agricole, est directeur du Service de l'Agriculture, puis du Service de l'Économie rurale. Sylvain Millaud, exploitant agricole, est ministre de l'agriculture du premier gouvernement de Gaston Flosse et président de la Chambre d'Agriculture et de la Société de Développement agricole de la Polynésie.

## Détail des fonctions et des mandats
Mandats parlementaires
- 11 janvier 1977 - 28 septembre 1980 : sénateur de la Polynésie française
- 28 septembre 1980 - 24 septembre 1989 : sénateur de la Polynésie française
- 24 septembre 1989 - 30 septembre 1998 : sénateur de la Polynésie française